# Ala IF
Ala IF är en idrottsförening från Ljusne i Söderhamns kommun i Hälsingland, ursprungligen från Ala sågverk, bildad 1919. Föreningen är idag en renodlad handbollsförening men har tidigare bedrivit bandy, boxning, fotboll och schack. I fotboll spelade Ala IF på tredje högsta serienivån, division III, 1936/1937-1940/1941.

### Fotnoter
1. ↑  https://www.svenskalag.se/alaif/kontakt
2. ↑  https://www.svenskalag.se/alaif/om
3. ↑  https://sites.google.com/view/clasglenningfootball/hem/sweden-historical-tables